# När kommer dagen
När kommer dagen är ett socialistiskt musikalbum av Ann Sofi Nilsson, utgiven på förlaget Oktober 1977.
| ”                   | När krisen rullar fram drar de borgerliga intellektuella in sig i sina skal sökande flyktvägen genom jagets förlösning. Proletariatet möter världen med revolutionär optimism, gör upp med de verkliga fienderna för att bygga framtiden. Det arbetande folket är dock de som fått utstå mest, fått lida mest, fått axla de tyngsta bördorna av den härskande klassens kriser och krig. Sångerna på denna skiva speglar olika stadier av folkets resning från vanmakt till kampvilja. | „ |
| – Albumets konvolut | |   |

## Låtlista
1. "Den artonde november" - 1:46 [a]
2. "Pojken som alltid log" - 2:14 [b]
3. "En dag i maj" - 3:35
4. "En vinterdag" - 2:53
5. "Thälmannbataljonen" - 2:36 [c]
6. "Graven" - 3:58
7. "När kommer dagen, kamrater" - 4:43
8. "Balladen om säckkastarna" - 3:21
9. "Min son har flugit bort" - 3:41
10. "När dom knyter sin näve" - 2:10
11. "Enhetsfrontsång" - 2:59